# Jentezen Franklin
Jentezen Franklin (Wilson, Észak-Karolina, 1962. július 21. –) az amerikai Free Chapel Gyülekezet vezető lelkipásztora. Több sikeres könyv szerzője.
Népszerű előadó a különböző keresztény konferenciákon és az Egyesült Államokban szerte sugárzott, Kingdom Connection című televíziós műsorban. A böjt című könyve New York Times bestseller. A pünkösdi-karizmatikus mozgalomhoz tartozó Free Chapel gyülekezetük a georgiabeli Gainesvilleben és a kaliforniai Orange megyében (Irvine) tart istentiszteleteket. Jentezen nős, öt gyermek édesapja.

## A böjt
Az alábbi szócikk "A böjt" és "Böjt 2.0" című könyveiből összefoglaló
A böjt lehetőséget teremt a szervezetünknek arra, hogy megtisztítsa magát a méreganyagoktól, hogy megújuljon és helyreálljon. Ahogyan a böjt fizikailag megtisztítja a testet a szennyező anyagoktól, ugyanúgy tisztítja meg a szellemet is. Magyarul is megjelent könyveiben a szerző elsősorban a böjt keresztény oldaláról ír, hogyan töltődhetünk fel új szellemi energiával, hogy átéljük, amint Isten minden téren győzelemre vezet. Amikor böjtről beszél, akkor mindenféle táplálék mellőzését érti alatta.
Mindegyikünkkel megtörténik: csak megyünk és megyünk előre és mielőtt észrevehetnénk már semmiben nem tűnünk olyan hatékonynak, mint voltunk valaha. Úgy érezzük, hogy nem hozzuk ki a maximumot a bennünk rejlő lehetőségekből. Az élet megannyi gondja leszívja energiánkat és eltompít bennünket.
A böjt olyan eszköz, ami megszakítja a mindennapok rutinjának tompító hatását. A böjtöléssel időt szakítunk arra, hogy visszaszerezzük szellemi életünk elvesztett "élét", továbbá lehetőséget teremtsünk rá, hogy a Szent Lélek ereje által sokkal többet vigyünk véghez, mint amennyit saját, korlátozott erőnk engedne.
Az Újszövetség elején azt találjuk, hogy Jézust – közvetlenül a bemerítkezése után – a Szent Lélek a pusztába vezette egy 40 napos böjtre. 

Ha Jézus böjt nélkül elvégezhette volna mindazt, amiért a Földre küldetett, akkor miért böjtölt mégis?

Ha Ő – a mi példaképünk – Isten Fia böjtölt, akkor mennyire döntő fontosságú kell hogy legyen, egy mai keresztény ember számára is a böjt és az imádság!
Minden évben a közösségemmel együtt 21 napot szánok rá, hogy megszakítsuk a megszokott életvitelünket és friss találkozást éljünk át Istennel. Minden év elején az egész gyülekezetünk böjtöl, mert ez a viszonylag rövid időszak az egész évünket meghatározza. Évről évre egyre inkább egyértelművé válik számomra, hogy ez az évenként megrendezett böjt fontos része Isten tervének és elhívásának. Hatalmas csodákat élhettem át a gyülekezetemben és a szolgálaton keresztül, ahogyan odaszántuk magunkat arra, hogy böjtben és imában keressük az Urat. Olyan dolgokat, amelyeket soha nem érhettünk volna el a saját erőnkből.
Isten áldásai mindig túlcsordulóak. Soha nem szabad pusztán a saját szükségleteinkre koncentrálnunk úgy, hogy közben a másokét észre sem vesszük. Ha a böjt az életstílusunkká válik, minden korábbit meghaladó mértékben elkezdjük megérteni, hogy Ő be akarja tölteni az emberek szükségleteit.
A világnak olyan Isten népére van szüksége, akik a Szent Lélek kenetében és erejében járnak.
Ha belefáradtál már abba, hogy a Jézussal való kapcsolatod kihűlt, kiszáradt és meddő, akkor itt az idő, hogy böjtöt hirdess! A böjt által olyan állapotba kerülsz, amikor személyes áldást és vezetést kapsz Istentől az életedre, és arra is képessé válsz, hogy az Ő ereje által másokat is elérj. Isten olyan férfiakat és nőket akar támasztani ebben a generációban, akik szellemileg élesek és a Szent Lélek ereje működik az életükben.
Amikor böjtölsz és imádkozol, szent meglepetések bukkannak elő a semmiből. Ez a két dolog sokkal több mindent szabadít fel az életedben, mint gondolnád!
Ha valamilyen bűn következtében elvesztetted a szellemi élességed, akkor itt az idő, hogy félrevonulj Istennel! A böjt és az ima segítenek leküzdeni az olyan függőségeket, mint a dohányzás, az alkohol, a kábítószer vagy a pornográfia. Bármilyen függőséggel is küzdesz, böjtölj, imádkozz és alázatban keresd az Urat! Ha hagyod, hogy a megtörtség állapotába juss és mindent kiöntesz elé, Ő képes rá, hogy megtisztítson és betöltsön a szeretetével. Leveszi rólad a terheket és rendbe hozza mindazt, amit eddig veszni hagytál.
A bűn "eldugítja" minden jövőbeni áldásod csatornáját. A böjt a "szellemi lefolyótisztító", amely megszünteti a dugulást, hogy az élő víz szétáradhasson a lelkünkben. A böjt egyben érzékennyé tesz arra, hogy felismerd mi az a "szemét", ami megpróbál a hatalmába keríteni. A böjttel és imával töltött időszakok segítenek abban, hogy visszanyerd érzékenységedet Isten dolgai iránt.
- "Kiálts Istenhez, böjtölj és imádkozz! Kérd meg Istent, hogy kezdjen el egy nagytakarítást az életedben! Le fogja rombolni azt, aki régen voltál, miközben egyre inkább átformál azzá, akivé lenned kell, akinek ő alkotott! Arra hívlak téged, hogy tedd a böjtöt az életed részévé!"

A böjttel és imával töltött idő önbizalmat ad és létrehozza benned az eltökéltséget, amely ahhoz szükséges, hogy kitartóan fusd meg életpályádat. A böjt és az ima felkészíti és megedzi a szellemedet, hogy az élet harcaiban mindvégig kitarts.
A böjt nem előírás, hanem választás. A böjt önmagában nem garantálja az üdvösségedet! A böjtöt választani annyit jelent, hogy sokkal inkább figyelsz az Úrra és jóval elmélyültebben keresed az Ő arcát és az Ő jelenlétét.
Megtanultam, hogy a sikeres böjt egyik kulcsa az, hogy még mielőtt nekikezdenél, elhatározod magadban, hogy meddig fogsz böjtölni. Készíts tervet, majd állhatatosan ragaszkodj hozzá!
Néha a böjt során az egész bensőd némi vigasz után kiált: Csak egy falat süteményt, hisz ma van a szülinapja!... Csak egy harapás a steakből elég, hogy aztán kibírjam!... A kísértések listája végeláthatatlan. Készíts fel az elméd arra, hogy böjtölni fogsz! Határozd el, hogy milyen hosszan fogsz böjtölni! Készítsd fel az elméd arra, hogy nem fogsz megalkudni, amikor a dolgok nehézzé válnak. Ha az elméd nincs felkészítve még azelőtt, hogy belekezdenél, a testi vágyaid fognak győzni. Kezdd el először a rövid böjtöket és egyben az imádságot az életmódod részévé tenni, hogy ennek segítségével szert tehess a további sikerhez szükséges magabiztosságra és kitartásra.
A böjt nem szórakozás. Sokszor nem túl sok örömünk van böjt közben, de biztosíthatlak, hogy az öröm utána következik! A hosszú távú jutalom bőségesen ellensúlyozza a rövid távú kellemetlenségeket.
Szeretnéd megismerni Isten iránymutatását az életeddel kapcsolatban? Kérdezd meg Őt! Böjtölj és imádkozz, hogy Isten mutassa meg, hogy milyen tervei és céljai vannak az életeddel! Isten egyetlen pillanat alatt többet képes elvégezni, mint te egy életen keresztül. A böjt pedig nagyon sokszor felgyorsítja az életed alakulását. Hamarabb jutsz el a célodhoz! A böjt az az ajtó, amelyen keresztül Isten a természetfeletti erejét felszabadítja az életünkben. Az ima önmagában nem mindig elég. Ahogy Jézus mondta: Ez a faj semmivel sem űzhető ki, csak könyörgéssel és böjtöléssel.
Lehet, hogy magad sem vagy tisztában vele teljesen, de benned is zajlik Isten munkája, ám a böjt és az ima átélése nélkül soha nem leszel képes átvenni mindazt, amit számodra Isten tartogat. A böjt felkészít az előtted álló dolgokra! Az ima és a böjt fontos része volt Jézus életének. Hogyan lehetne akkor mellékes a mi életünkben?
Eljöhet életedben a fordulat ideje! Nincs több kompromisszum, nincs többé kettős élet. Nincs több titkos bűn, ami persze csak a te képzeletedben titkos, mert Isten látja őket, és a hozzád legközelebb állók közül is valószínűleg többen ismerik ezeket! Itt az idő, hogy döntést hozz: minden olyan dolognak mennie kell az életedből, ami nincs összhangban Isten Igéjével! Amikor szívedben eldöntöd, hogy magadat megalázva böjtölsz és Isten arcát keresed, akkor Ő meg fogja mutatni neked életednek azokat a területeit, amelyek rákos daganatként marják a lelked és megakadályozzák, hogy belépj az Ő tökéletes akaratába. A böjtön és az imán keresztül még inkább tudatosul benned az Ő hatalmas irgalma és kegyelme, melyek rendelkezésedre állnak, hogy a Sátán minden láncát letörd!
Amikor szilárd alapot fektetsz le azáltal, hogy böjtben és imában megalázod magad Isten előtt, s elfordulsz a bűntől, akkor ennek hatása felmérhetetlen lesz.
Amikor böjtölsz, sokkal tisztábban látod a körülményeidet, és ez gyorsabban is segít megtalálni a kiutat egy esetleges "vihar"ból. Amikor problémáidat Isten elé viszed, Ő extrém átalakítást végezhet rajtad. Szégyen helyett szépséget, sebhelyek helyett erőt kapsz és ereje befedi gyengéidet. Amikor böjtölsz, az életedet az Úr műtőasztalára fekteted. Ő – aki az embert létrehozta – pontosan tudja, milyen beteges elváltozásokat kell eltávolítania belőled. Egy hosszabb böjt elég időt enged az Úr erőinek arra, hogy az életünkben levő bűnöket, gyengeségeket gyökerestül kiirtsa. Hatolj le a gyökerekig – böjtölj!
Amikor böjtölni kezdesz, a Szent Lélek felhatalmazást kap arra, hogy életed minden csúnya, piszkos dolgát a felszínre hozza és foglalkozzon vele. Neked mindössze annyi a dolgod, hogy bízz Isten erejében és mindent mutass meg Neki!
Isten mindenkinek adott valamilyen képességet, tehetséget. Ha az Ő akarata szerint élsz, akkor elkezdi felszínre hozni a tőle kapott adottságaidat és így megtalálod az életed igazi értelmét és célját.
Nem lehet eléggé hangsúlyozni, hogy milyen nagy segítséget nyújt a böjt az eltompult ember számára. Képes leszel arra, hogy csak a valóban fontos dolgokra összpontosíts, mert a böjt megszabadít a többitől.
Körülötted sok minden összeomlani látszik? Itt az ideje, hogy böjtölj és keresd az Urat! Isten friss álmokat és látásokat fog adni az életeddel kapcsolatban.
Amikor elfordulsz a világ dolgaitól és alárendeled magad Istennek, akkor Ő képessé tesz rá, hogy elutasítsd a Sátán kísértéseit. A böjt által nemcsak azt éred el, hogy érezni tudod Istent, hanem egyúttal olyan helyzetbe kerülsz, hogy Ő meghallja a szíved kiáltását. Kezdj el most böjtölni és imádkozni Isten közbenjárásáért az életedben! Bármi akadályozza is a terveid, a kitartásod megtöri az ellenállást. A kitartás megtöri az ellenállást és megtapasztalod, hogy Isten erőteljesen működni kezd az életedben. Számos csoda, amiről a Bibliában olvashatunk, a kitartás miatt valósulhatott meg.
Ha böjtölsz, akkor Isten olyan helyzetbe hoz, hogy a megfelelő helyen legyél, a megfelelő időben, a megfelelő áldás átvételéhez.
A böjttel időt szakítasz arra, hogy meghalld a mennyei trónról érkező útmutatást az előtted álló időszakra vonatkozóan. 

Meg kell fizetni az árát annak, ha hallani akarjuk Isten hangját! Nem számít, mi az elhívásod, soha ne térj ki a kemény munka elől!
Amikor böjtölsz és imádkozol, éles gondolatokat fogsz kapni. Pengeéles kreativitásra fogsz szert tenni. "Éles" kapcsolatok új emberekkel fogják az életedet gazdagítani. 

Most van itt az idő, hogy visszaszerezd életed élességét! Amikor böjtölsz és imádkozol, akkor örömteli meglepetések fognak előbukkanni a semmiből! A böjt sokkal többet mindent hoz az életedben, mint gondolnád!
Te döntessz a sorsodról! A böjt és az ima felkészít és megedz, hogy az élet küzdelmeiben megállj, és egy áldásokkal teli, örömteli életed legyen!

## Művei

### Magyarul
- A böjt. Mert lehet másként is!; Immanuel Alapítvány, Szombathely, 2009 (ISBN 9789638809865)
- Böjt 2.0. Újraélesítve; ford. Mézes Áron; Immanuel Szószóró, Szombathely, 2012 (ISBN 9786155246036)

### Angolul
- Fasting: (Volume I) Private Discipline That Brings Public Reward (2004)
- Fasting: (Volume II) Opening A Door To God's Promises (2005)
- The Amazing Discernment of Women: Learning to Understand Your Spiritual Intuition And God's Plan for It (2006)
- Right People, Right Place, Right Plan (2007) ()
- Right People, Right Place, Right Plan Devotional: 30 Days of Discerning the Voice of God (2008) ()
- Fasting: Opening the door to a deeper, more intimate, more powerful relationship with God (2008)
- Fasting Journal: Your Personal 21-Day Guide to a Successful Fast (2008)
- Believe That You Can (2008)
- Fear Fighters: How to Live with Confidence in a World Driven by Fear (2009)
- The Fasting Edge: Recover your passion. Recapture your dream. Restore your joy. (2011) – Magyarul: Böjt 2.0 – Újraélesítve
- The Spirit of Python: Exposing Satan's Plan to Squeeze the Life Out of You (2013)

## Fordítás
- Ez a szócikk részben vagy egészben  a   Jentezen Franklin című angol Wikipédia-szócikk fordításán alapul.  Az eredeti cikk szerkesztőit annak laptörténete sorolja fel. Ez a jelzés csupán a megfogalmazás eredetét és a szerzői jogokat jelzi, nem szolgál a cikkben szereplő információk forrásmegjelöléseként.